# Закони про пресу
Закони про пресу — закони, що стосуються ліцензування книг та свободи вираження поглядів у всіх видах друкарської продукції, насамперед газетах. Свободу преси політичні письменники завжди розглядали як найвищу цінність. 
|                             | Дайте мені свободу знати, висловлювати та вільно сперечатися відповідно до совісті, це перша серед інших свобод |
| — Джон Мілтон, Ареопагітика | |

## Історія
До винаходу друкарства, церква стала активно цензурувати книги, у яких висловлювалася точка зору, що не відповідала церковним догмам. Коли була винайдена друкарська машинка німецькі друкарі зарекомендували себе в різних важливих центрах Західної Європи, де вже багато примірників працювали на множенні рукописів. У 1473 р. Людовик XI видав патент на листи (надаючи право друку та продажу книг) Ульдарику Кюрінгу (Ульріх Герінг), який трьома роками раніше створив пресу в Сорбонні (богословський факультет університету в Парижі). Раніше Париж мав більше п'ятдесяти пресів. Церква та університети незабаром виявили вихід книг поза їх контролем. У 1496 р. Папа Олександр VI почав обмежувати, а в 1501 р. випустив буллу проти неліцензійного друку, який запровадив принцип цензури. Між 1524 і 1548 рр. імператорський сейм у Німеччині розробив різні суворі правила; а у Франції, заборонене едиктом, під страхом смерті, друк книг. Однак це було занадто суворо, і незабаром після цього в Сорбонні було надано право вирішувати — система, яка тривала до Революції.

## Цензура
Цензура була двох видів: обмежувальною або коригуючою, проте вона перешкоджала опублікуванню робіт, або застосовувала механізм покарання після публікації праці. Також обмежувалися вільні обговорення, що розцінювалося такою ж необхідною частиною цензури, як власне і попереднє узгодження твору до публікації. Томас Мор у своїй Утопії робить карає на смерть особу лише за критику поведінки правлячої влади.
За Єлизавети І Зоряна палата взяла право обмежувати друк Лондоном, Оксфордом та Кембриджем, регулювати кількість друкарень і друкарських пресів, забороняти всі публікації, видані без відповідної ліцензії, та дозволили входити в будинки для пошуку неліцензованих друкованих видань та публікацій.